# Британско кралско семейство
Британското кралско семейство (на английски: British Royal Family) включва близките роднини на монарха на Обединеното кралство. Днешното кралско семейство е от династията Уиндзор.
Във Великобритания няма точно юридическо или официално определение за член на кралското семейство, но като правило за членове се считат монархът, съпругът (съпругата) на монарха, вдовстващият съпруг (съпруга) на монарха, децата на монарха, внуците на монарха по мъжка линия, съпругите и овдовелите съпруги на синовете и внуците на монарха по мъжка линия.
Исторически членовете на британското кралско семейство представляват монарха из цялата Британска империя и заемат почетни и представителни постове. Днес те изпълняват церемониални и социални функции както във Великобритания, така и в чужбина, но с изключение на монарха не играят никаква конституционна роля в държавните дела.

## Членове
Уебсайтът на кралското семейство посочва следните членове към 2023:
- Ядрото на кралското семейство се състои от следните членове, които изпълняват кралски задължения на пълен работен ден:
  - крал Чарлз III и Камила, кралица-консорт
  - принц Уилям, принц на Уелс (син на краля и престолонаследник) и съпругата му Катрин, принцеса на Уелс
  - принц Едуард, херцог на Единбург (брат на краля) и съпругата му Софи, херцогиня на Единбург
  - кралска принцеса Ан (сестра на краля)[3]

- Членове на кралското семейство с по-нисък профил, които изпълняват отделни ангажименти от името на Короната:[3]
  - Ричард, херцог на Глостър (братовчед на Елизабет II) и съпругата му Биргит, херцогиня на Глостър
  - Едуард, херцог на Кент (братовчед на Елизабет II)
  - принцеса Александра Кентска (братовчедка на Елизабет II)

- Други членове на кралското семейство, които имат ранг, но не изпълняват официални задължения от името на Короната:[3]
  - принц Джордж Уелски (внук на краля)
  - принцеса Шарлот Уелска (внучка на краля)
  - принц Луи Уелски (внук на краля)
  - принц Хенри (Хари), херцог на Съсекс (син на краля) и съпругата му Меган, херцогиня на Съсекс
  - принц Арчи Съсекски (внук на краля)
  - принцеса Лилибет Съсекска (внучка на краля)
  - принц Андрю, херцог на Йорк (брат на краля)
  - принцеса Беатрис Йоркска (племенница на краля)
  - принцеса Йожени Йоркска (племенница на краля)
  - Катрин, херцогиня на Кент
  - принц Майкъл Кентски (братовчед на Елизабет II) и съпругата му.